# Gogelgraben
Der Gogelgraben ist ein rechter Zufluss der Aschaff im Landkreis Aschaffenburg im bayerischen Spessart.

## Geographie

### Verlauf
Der Gogelgraben entspringt in mehreren Quellen zwischen Steiger und Schloss Weiler. Er fließt in westliche Richtung, speist einige Weiher und unterquert die Bundesautobahn 3. In Unterbessenbach mündet der Gogelgraben in die Aschaff.

### Flusssystem Aschaff
- Liste der Fließgewässer im Flusssystem Aschaff

## Einzelnachweise

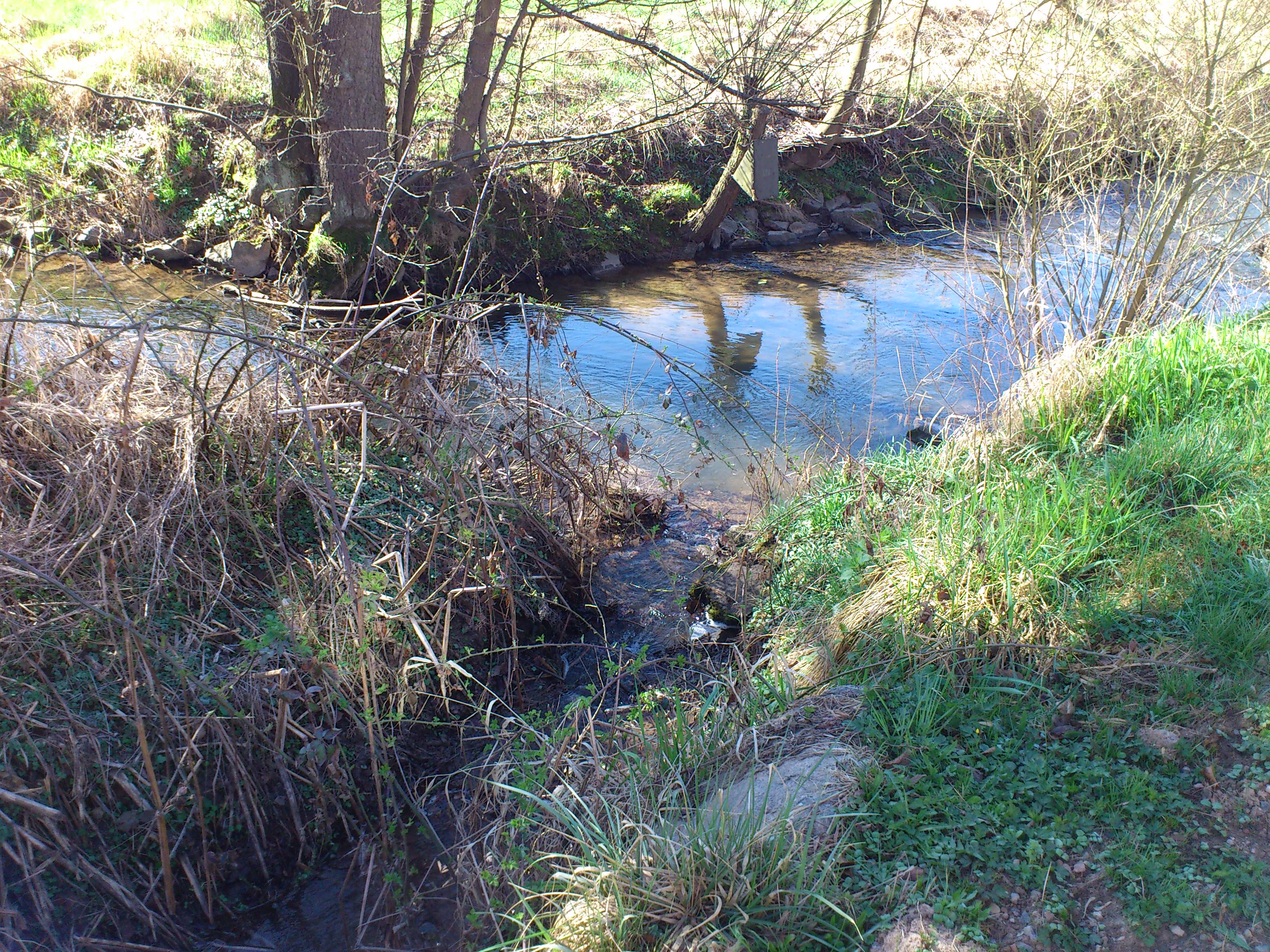
Der Gogelgraben (vorne links) mündet in die Aschaff